# 마그누스 스케빙
마그누스 스케빙(아이슬란드어: Magnús Scheving, 1964년 11월 10일 ~ )은 아이슬란드의 배우, 운동 선수, 작가이다.

## 출연 작품

### 영화
- 《스파이 넥스트 도어》 (2011년) - 폴다크 역

### 어린이 프로그램
- 《강철 수염과 게으른 동네 시즌 3》 (2013년) - 스포르타 역
- 《강철 수염과 게으른 동네 시즌 2》 (2006~2007년) - 스포르타 역
- 《강철 수염과 게으른 동네 시즌 1》 (2004~2006년) - 스포르타 역

## 저서
- Welcome to LazyTown! A Foldout Book with Flaps! (2006년)
- Sleepless in LazyTown (2006년)
- It's Sports Day! (2006년)
- Picnic Day! (2006년)